# La Dame de pique (film, 1910)
Pour les articles homonymes, voir La Dame de pique et La Dame de pique (homonymie).
Pour plus de détails, voir Fiche technique et Distribution.
La Dame de pique (Пиковая дама, Pikovaya dama) est un film russe réalisé par Piotr Tchardynine, sorti en 1910. Le film est adapté de la nouvelle éponyme d'Alexandre Pouchkine.

## Synopsis
Le jeune officier Hermann est attiré par le jeu de cartes, mais ne s'assoit jamais à la table de jeu de peur de perdre. Voulant se moquer de lui, Tomski lui raconte une vieille histoire sur une vieille comtesse qui connaît le secret de trois cartes qui gagnent toujours comme par magie.
Lors d'un bal, Hermann fait connaissance de Lisa, la nièce de la comtesse, et la charme. La jeune fille lui donne la clé de la maison de sa tante. La nuit, le jeune homme entre dans la maison de la comtesse, mais pas pour voir Lisa, mais pour extraire le secret des trois cartes de la comtesse. La comtesse refuse de répondre. Menaçant, Hermann pointe une arme sur elle et la vieille femme meurt.
La nuit, Hermann, rêve que le fantôme de la comtesse lui apparaît et révèle les trois cartes gagnantes - trois, sept et as. Fou de joie, Hermann part à la rencontre de Lisa, qui croit toujours qu'il l'aime. Mais Hermann ne peut parler que de cartes. Désespérée, Lisa se jette dans le canal.
Le soir, à la maison de jeux, Hermann parie toute sa fortune. Il gagne sur trois et sept. L'as gagne également, mais quand Hermann révèle sa carte, au lieu de l'as, il voit la dame de pique. Tombé dans un état de folie, Hermann se poignarde à mort.

## Fiche technique
- Titre : La Dame de pique
- Réalisation : Piotr Tchardynine
- Scénario  : Piotr Tchardynine
- Photographie : Louis Forestier
- Décors : Vatslav Fester
- Production : Alexandre Khanjonkov
- Format : muet-noir et blanc
- Pays : Empire russe
- Genre : drame, fantastique
- Durée : 15 minutes
- Sortie : 1910

## Distribution
- Pavel Birioukov : Hermann
- Aleksandra Gontcharova : Lisa
- Antonina Pojarskaia : Comtesse
- Andreï Gromov : prince Tomski